# Tomás Burgos Gallego
Ne doit pas être confondu avec Tomás Burgos Beteta.
Tomás Burgos Gallego né le 21 avril 1962 est un homme politique espagnol membre du Parti populaire.
Il est député de Valladolid de 1993 à 2012 puis de 2016 à 2016 et secrétaire d'État chargé de la Sécurité sociale de 2011 à 2018.

## Biographie

### Vie privée
Il est célibataire.

### Carrière politique
Il a été député aux Cortes de Castille-et-León de 1987 à 1993.
Le 6 juin 1993, il est élu député pour Valladolid au Congrès des députés et réélu successivement ensuite.